# Dhul Jolosa
En la mitología árabe, Dhul Jolosa es un ídolo al cual consultaban sus empresas o destinos algunas tribus árabes anteriores a Mahoma.
Dhul Jolosa contestaba a las preguntas exhibiendo una de las tres flechas tituladas Orden, Prohibición o Espera. La primera indicaba que el consultante podía efectuar la empresa que intentaba; la segunda, que debía desistir de sus propósitos, y la tercera que se juzgaban prematuros sus deseos.
Como los árabes pagaban tarde y mal sus ofrendas hechas a Dhul Jolosa, los sacerdotes del ídolo, que no disponían de otros ingresos, vivían muy pobremente y en ocasiones eran víctimas de malos tratos o les costaba la muerte una respuesta desfavorable.